# Minister Clube
O Minister Clube é um clube de futebol brasileiro da cidade de São Paulo.  Fundado em 1964, suas cores são azul e branca.
Sediado na zona sul da capital paulista, no bairro de Santo Amaro, a equipe existe até hoje atuando em campeonatos amadores metropolitanos. No futebol profissional, foi campeão da Quarta Divisão (atual Série A4) do Campeonato Paulista, em 1967.
Em 2006 e 2008 o clube tentou voltar ao profissional mais sem sucesso.

## Títulos

### Estaduais
- Campeonato Paulista - Série A4 = 1967